# یوهان هادورف
یوهان هادورف (به سوئدی: Johan Hadorph)(زاده ۶ مه ۱۶۳۰–درگذشته ۱۲ ژوئیه ۱۶۹۳) مدیر کل سوئدی هیئت مرکزی آثار باستانی ملی بود.  او به عنوان کارشناس ملی باستانی در سازمان دولتی آثار باستانی سوئد منصوب و مدیرکل آن شد. هادورف آثار باستانی را در طول سفرهای گسترده در سوئد ثبت کرد. وی دست‌نوشته‌های بسیار قدیمی‌تری مانند مجموعه‌های قوانین را گردآوری کرد. او همچنین نقاشی‌های بسیاری از سنگ‌ رونی طراحی کرد،  و بر تولید بیش از ۱۰۰۰ چاپ چوبی از سنگ رونی نظارت داشت.  

## خانواده
او در عمارت هادورپ در محله اسلاکا در اوسترگوتلند، سوئد در خانواده نیلز یونسون، که به خانواده لیندزبرو، خانواده قدیمی سرشناس در قرن چهاردهم تعلق داشت،  و همسرش آنا هانسدوتر از خانوادهٔ قدیمی به نام «آپلانینگ»، بود. پدر یوهان ریاست مزرعه‌ای سلطنتی (کرونهمن) را برعهده داشت،  
و یک مباشر در« لینشوپینگ» بود که برادرش، الاف، نیای خاندان اشرافی استیرنادلر شد. مادرش دختر کشیش «نروشاپینگ، هانس ماتیه اوپ‌لنینگ»، و «بریتا هولم» بود؛ بنابراین، او خواهرزادهٔ «اسقف یوهانس ماتیه گوتوس» و «پدر متسون اوپ‌لنینگ استیرنفلت» (مشاور و عضو خاندان اشرافی استیرنفلت) بود که به مقام اشرافی رسیده و در مجلس اشراف سوئد معرفی شده بودند.
پدربزرگ پدری او «ماتیاس پتری آپپلانینگ»، معاون «واسترا هوسبی» بود. هادورف در اسکنینگ با الیزابت دالینا، دختر کشیش «دانیل دالینوس» و «الیزابت نیلزدوتر اناندر»، خواهرزاده اسقف «لینشوپینگ ساموئل ایناندر» ازدواج کرد.  در سال ۱۶۷۱ و در سال ۱۶۷۴، دارایی او از مالیات معاف شد و در سال ۱۶۷۲، او، همسرش و نوادگانش به نجیب‌زادگی نائل شدند، یک حق اختراع از وی که در سال ۱۶۸۱ تأیید شده بود، اما تا مدت‌ها  در خانه اشراف در استکهلم نگهداری می‌شد تا اینکه توسط «دانیل هادورف» از نوادگان وی در اوایل قرن نوزدهم معرفی شد.  خواهرش، کریستینا، با دفتردار ملی، اولوف پدرسون کروک، که به درجه  اشرافی "اهرن‌کروک" نائل شده بود، ازدواج کرد.

## پیشه
پس از مزرعه‌ای که در آن بزرگ شد، خود را هادورف یا هادورفیوس نامید، شروع به تحصیل در دانشگاه اوپسالا نمود، جایی که در سال ۱۶۶۰ به‌عنوان دبیر دانشکده منصوب شد. سپس به دلیل علاقه شدید به آثار باستانی ملی توسط «مگنوس گابریل دلا گاردی» و کنت «اریک لیندشولد» (۱۶۹۰ - ۱۶۳۴) مورد توجه قرار گرفت. او در سال ۱۶۶۶ بخشی از حقوق مدیر کل هیئت مرکزی آثار ملی باستانی را دریافت کرد و در سال ۱۶۶۷ به عنوان هفتمین ارزیاب آن منصوب شد.    
در سال ۱۶۶۹ به سمت منشی بایگانی ملی ارتقا یافت. در همان سال، او و «الیاس برنر» در سفری به د لا گاردی پیوستند و یوهان هادورف از تمام بناهای باستانی که با آنها روبرو شد نقاشی کشید. او همچنین به کتابخانه گسترده د لا گاردی دسترسی داشت و یک ترجمه منظوم سوئدی از تاریخ اسکندر مقدونی انجام داد که در سال ۱۶۷۲ منتشر شد. در همان سال، او در «اریکز گاتا» از طریق مرکز و جنوب سوئد به پادشاه سوئد چارلز یازدهم پیوست که در طی آن او موظف بود همیشه حضور داشته باشد و تمام آثار باستانی و کنجکاوی‌هایی را که توجه پادشاه را جلب کرده بود توضیح دهد.  
او در سال ۱۶۷۹، پس از این‌که همکار وی، «اولوف ورلیوس»، به عنوان کتابدار دانشگاه اوپسالا ارتقاء یافت، تمام موقعیت و حقوق خود را به عنوان مدیرکل هیئت مرکزی آثار باستانی ملی دریافت کرد. در سال ۱۶۹۲، هیئت مرکزی آثار باستانی ملی به استکهلم جابه‌جا شد تا به عنوان یک مسوول بایگانی آثار باستانی به جای یک دانشکده فعالیت کند و یوهان هادورف مدیر آن شد. او در ۱۲ ژوئیه ۱۶۹۳ در پایتخت درگذشت. 

## اقدامات
هادورف به جای یک دانشمند انتقادی، پژوهش‌گری سخت‌کوش و مصمم بود.  برخلاف همکارانش، او هرگز هیچ حماسه نورس را منتشر نکرد، اما ایسلندی‌ها را استخدام کرد و ترتیبی داد که آنها بتوانند سفر کنند و نسخه های خطی را برای هیئت تهیه کنند و از آنها کپی بردارند. در سال‌های ۱۶۷۴–۱۶۷۶، او تواریخ قافیه‌های قدیمی سوئدی و حماسهٔ قافیه سنت اولاف را با تفسیرهای گسترده‌ای منتشر کرد، چیزی که برای آیندگان ارزشمند است، زیرا بسیاری از نسخه‌های خطی اصلی در آتش سوزی کاخ استکهلم در سال ۱۶۹۷ نابود شدند. او همچنین عاشقانه های قافیه ای را که نام شاهزاده خانم یوفمیا را دارند ویرایش کرد. او ترجمهٔ سوئدی از تاریخ لاتین اسکندر مقدونی را در سال ۱۶۷۲ منتشر کرد. علاوه بر این، او چندین قانون استانی قرون وسطایی سوئد را منتشر کرد که منطبق با قانون اسکان در سال ۱۶۷۶ بود،  اما یکی از مهمترین کارهای او مستندسازی نامه‌های قرون وسطی بود. 
در اوایل دهه ۱۶۵۰، چارلز گوستاو، نائب السلطنه سوئد، او را به سفری به اولاند فرستاد، جایی که او نقاشی‌هایی از سنگ‌ رونی کشید.  در سال ۱۶۷۱، به او اجازه داده شد تا برای جستجوی آثار باستانی ملی، با همراهی هیأتی از هنرمندان، در سراسر کشور سفر کند.  از سال ۱۶۷۴ به بعد، او هر سال چنین سفرهایی را انجام می‌داد که اغلب با  هنرمندان دستیار همراه می‌شد.  مطالعات او مربوط به سنگ‌ رونی، صومعه‌ها و کلیساهای ویران شده، قلعه‌ها، گورتپه‌ها و دیگر بناها، دست‌نوشته‌ها، فولکلور و تصنیف‌های رایج بود.  او همچنین اولین کاوش باستان شناسی در سوئد را در بیرکا انجام داد. 
مجموعه‌های یوهان هادورف ‌اساسنامهٔ موزه آثار ملی سوئد را تشکیل می‌دهند.   تعداد فراوانی از سنگ‌های رونی به تصویر کشیده شد و بیش از ۱۰۰۰ نگاره از این قبیل با نظارت او به صورت چوب‌تراشی ساخته شد. 

## آثار منتشر شده
- قانون دال 1676 (به سوئدی: Dahlelagen 1676)
- Skånelage 1676
- Gothlands-laghen: på gammal göthiska med en historisk berättelse wid ändan, huruledes Gothland först år upfunnit och besatt, så och under Swes rijke ifran … 1687
- Bjärköarätten 1687
- قانون شهر ویسبی ۱۶۸۸ (به سوئدی: Visby stadslag 1688)
- قانون دریایی ویسبی 1689(به سوئدی: Visby sjörätt 1689)
- تاریخ اسکندر مقدونی با قافیه سوئدی در سال ۱۶۷۲
- حماسه سنت اولافس در Svenska rijm 1675
- Två gamla Svenska rijmrönikor. مورد در فروشگاه از بازی konungars و غیره. Förlikningar, Försäkringar ،' 'و غیره. 1674-76
- Färentuna runstenar 1680 [۶]